# Piazza Alessandro Manzoni
Piazza Alessandro Manzoni è una piazza del centro storico di Siena, in Toscana.
La piazza si apre di fronte alla basilica dei Servi, in cima a un'altura nel cuore della contrada di Valdimontone, nel terzo di San Martino. La si raggiunge da nord attraverso la via dei Servi, e da sud attraverso la via Val di Montone.

## Storia
La piazza trae origine come sagrato dell'antica chiesa di San Clemente, allora posizionata su di un colle fuori dalle mura di Siena. Dopo che vi giunsero i Servi di Maria nel 1239, ebbe inizio la ricostruzione della nuova chiesa a partire dal 1263, poi ampliata e rinnovata a più riprese tra il XIV e il XVI secolo.
Nel 1416 venne demolita l'originaria scalinata sulla facciata e ampliata la piazza con la demolizione di alcune abitazioni, portando alla creazione del "prato dei Servi". Ulteriore spazio venne ricavato nel 1513 dal definitivo smantellamento di ciò che rimaneva dell'antico castel Montone, al fine di riutilizzarne i materiali.
Il prato dei Servi prese poi il nome di "piazza di San Clemente", ma venne dedicato allo scrittore Alessandro Manzoni poco dopo la sua morte, con deliberazione di consiglio comunale del 14 giugno 1873. La motivazione di questa intitolazione fu di omaggiare anche la figlia dello scrittore, Matilde, e la nipote Luisina, figlia di Vittoria Manzoni e Giovanni Battista Giorgini, entrambe sepolte nel porticato del chiostro maggiore dei Servi.
Nel 1931, con la riforma della toponomastica voluta dal podestà Fabio Bargagli Petrucci, fu deciso di ristabilire per la piazza il nome di "prato dei Servi". Tuttavia, la modifica venne sospesa in quanto non poté essere individuato un nuovo luogo da intitolare allo scrittore milanese, preferendo attendere «sino a che collo sviluppo dei nuovi piani regolatori non siano costruite nuove strade cui assegnare le denominazioni attuali».

## Descrizione

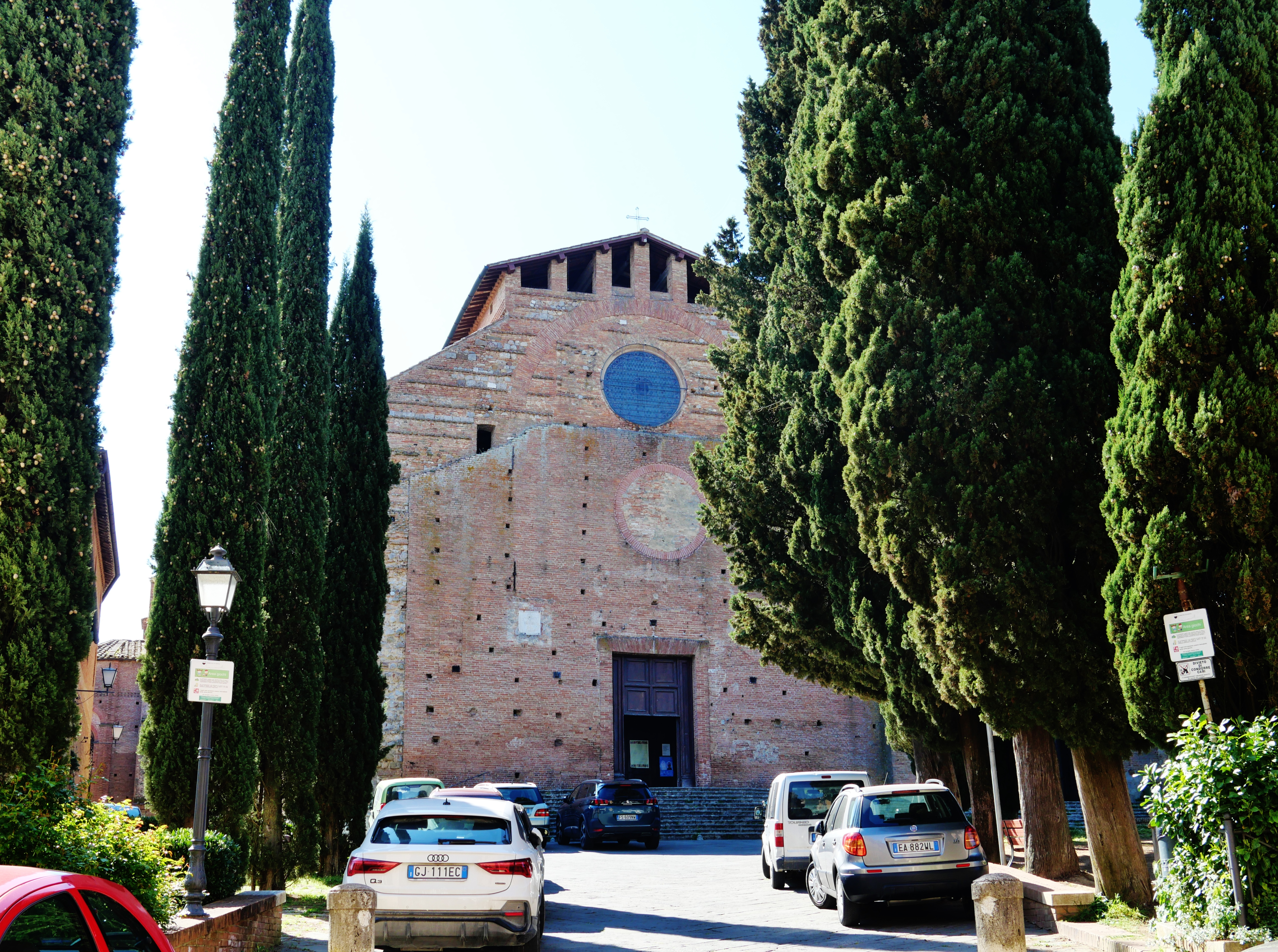
La basilica dei Servi

Sull'altura del colle di San Clemente, la piazza è raggiungibile dalla via dei Servi, che da via San Girolamo sale verso il sagrato della basilica, presentandosi in una posizione di leggero isolamento rispetto al resto del tessuto urbano.
La basilica di San Clemente in Santa Maria dei Servi costituisce con la sua facciata il monumento più significativo della piazza, al cui fianco, oltre il campanile realizzato sull'antica torre del castel Montone, si trova la sede della Società di Castelmontorio con i suoi giardini e il terrazzo panoramico. Fondata nel 1880 come Società di mutuo soccorso, la Castelmontorio trovò sistemazione nel 1952 in alcuni locali in via di Pulcetino e poi in via dei Servi, fino a stabilirsi in piazza Manzoni nel 1985, in locali appartenuti all'ospedale psichiatrico di San Niccolò e al convento dei Servi di Maria.
Di fronte alla chiesa, sul lato destro, si sviluppa fino alla via delle Cantine il prato sul quale si affacciano la chiesa e convento delle suore francescane stimmatine, ordine cui fu donato lo stabile nel 1876 da Maria de' Gori Pannilini, ivi sepolta. La chiesa, intitolata al Cuore Immacolato di Maria, venne dotata di una facciata in stile neofrancescano sulla piazza nel 1932; sulla facciata si trova una lunetta recante una Madonna col Bambino dipinta da Vittorio Giunti, mentre all'interno spicca un trittico di San Francesco, la Madonna con Gesù Bambino e Santa Chiara di Arturo Viligiardi.
Sul lato opposto delle Stimmatine, scorre il lungo muraglione a perimetro dell'ex convento delle Cappuccine, convertito in struttura universitaria con ingresso su via Val di Montone. Al civico 3, sotto al muraglione, è stata realizzata dalla Contrada di Valdimontone la stalla per il proprio cavallo da palio.

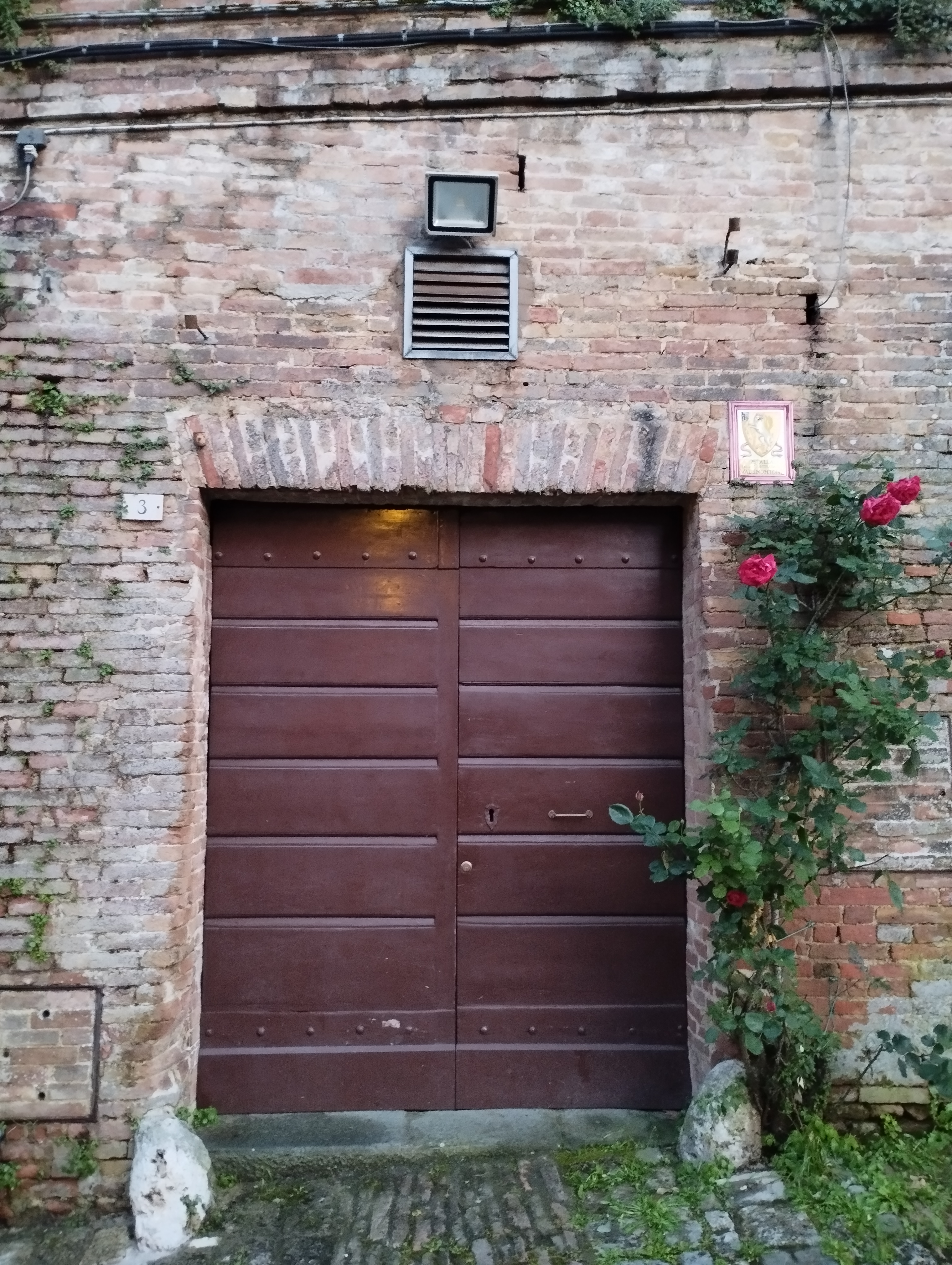
Stalla della contrada di Valdimontone
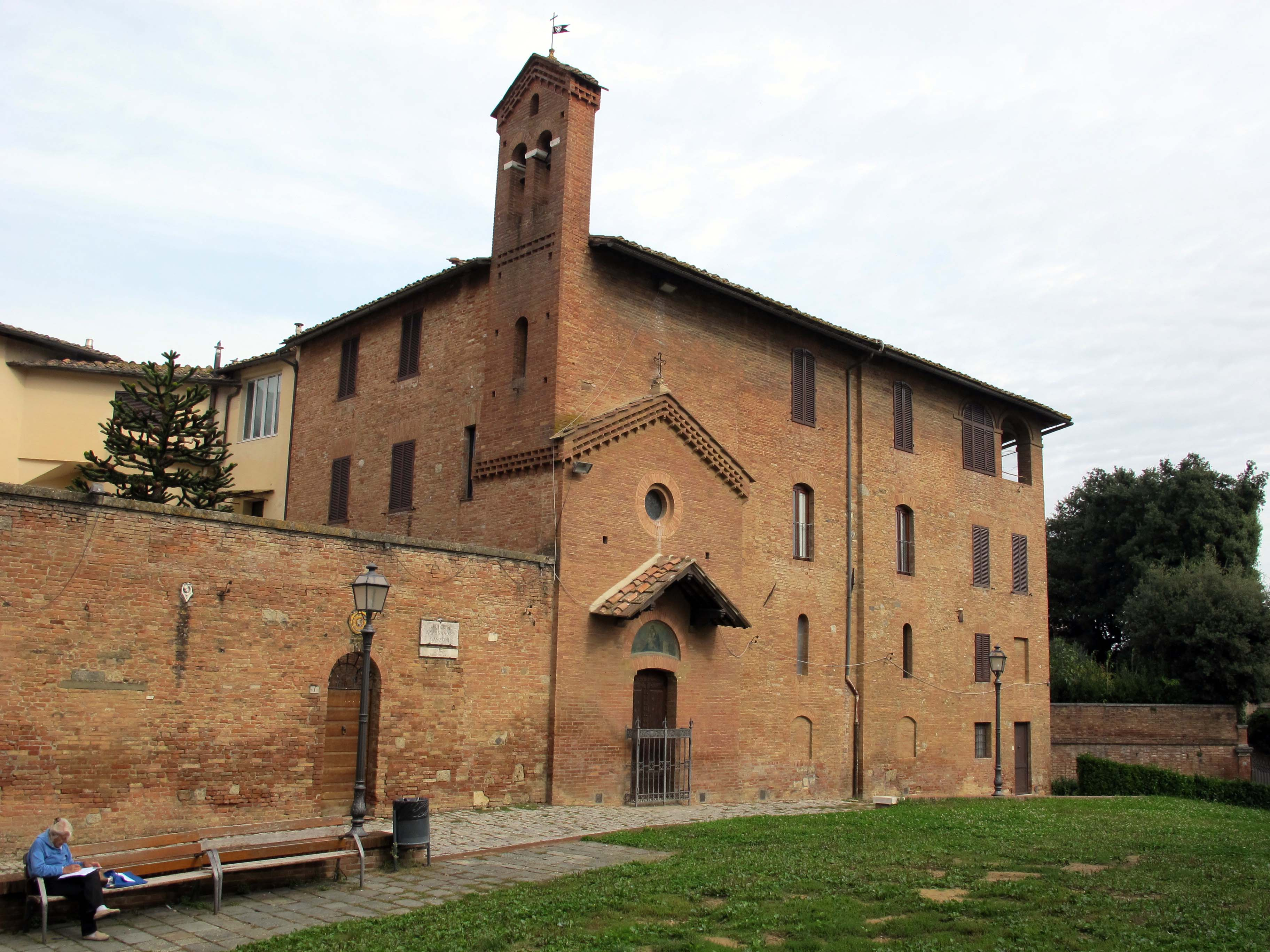
Chiesa e convento della Stimmatine
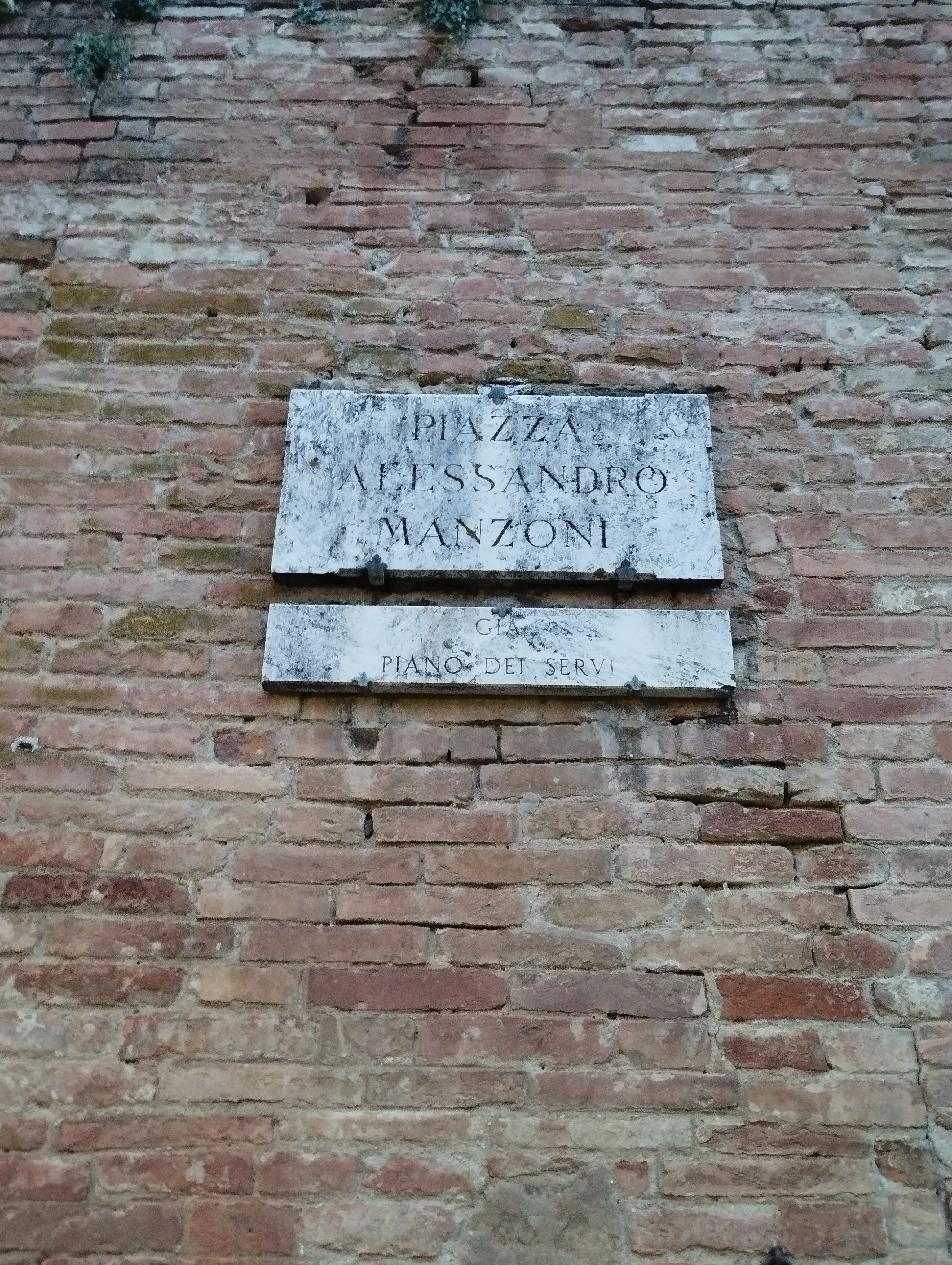
Cartello stradale